# Аниело Фалконе
Аниело Фалконе (на италиански: Aniello Falcone), (Неапол, Италия 1600 или 1607 – Неапол, Италия 1665) е италиански художник от неаполитански произход.

## Биография
Аниело Фалконе е роден в Неапол в семейство на търговци. Бъдещият художник проявява изключителен интерес към картините и техниката на караваджиста Хосе де Рибера и Питър ван Лаер, известен с картини представящи сцени от живота. През 1630 г. Аниело Фалконе среща в Рим Диего Веласкес, който оставя своя отпечатък в бъдещото творчество на художника, предавайки му магията на светлината върху доспехите на рицарите. В следващите години Аниело Фалконе се ориентира към римския класицизъм, докато среща в Неапол Масимо Станционе и Артемизия Джентилески художници от поколението, повлияно от Караваджо.
Голямата слава на художника е свързана с картините, изобразяващи битки – жанр, който е много успешен в Неапол през седемнадесети век, търсен от светска и буржоазна клиентела, ползващ се и с благосклонност от страна на Църквата, като доминиканците изискват от художниците да представят епизоди от победите на християнството срещу неверниците.
Оракулът е псевдонимът, който Аниело Фалконе заслужава като автор на конкретен тип битка без герои, изключително лична интерпретация на посланието на Караваджо. В картините художникът представя битката, като истински владетел на сцената, където се изразява непоколебимата жестокост на хората, всички изразени с палитра от ярки и отчетливи цветове, които създават впечатлението, че художникът е искал с тях да проследи грубостта на боевете и враждебността на ездачите.
Международният успех на художника се дължи на търговеца Гаспар Роумър, колекционер на изкуството, който залива Европа с негови картини, повишавайки известността му. Аниело Фалконе получава престижна заявка за поредица от картини със сцени от древния римски свят, запазени в музея Прадо, Мадрид. Заявката му е дадена лично от вицекраля на Неапол херцог Медина, от името на краля на Испания – Филип IV. При изработката на картините, художникът ползва помощта на Никола Пусен, чието влияние е забележимо. Тези платна представляват върха на неаполитанския класицизъм.
Като известен и предпочитан художник в Неапол, Аниело Фалконе получава поръчки за многобройни стенописи. През 1640 г. работи в параклиса „Сант Агата“ на църквата „Сан Паоло Маджоре“, Неапол. През 1647 г. рисува цикъла от стенописи с историите на Свети Игнатий в църквата на Новият Христос, Неапол, за съжаление тежко повреден от избухването на пожар в църквата през 1963 г.
Ателието на Фалконе е място за творчески срещи на художниците Андреа и Онофрио Де Лионе, Карло Копола, Николо Де Симоне, Салватор Роза, Марсио Мастурцо,Мико Спадаро, Паоло Порпора, Джузепе Маруло, Чезаре и Франческо Фраканзано, Андреа и Никола Вакаро. Ателието на художника има и друга функция, там се заражда воденото от Аниело Фалконе движение „Компанията на смъртта“, имащо за цел прогонването на испанците от града и премахване на испанското подтисничество в Неапол. Движението прераства във въстание, ръководено от неаполитанския герой Масаниело. Година по-късно през 1648 г. въстанието е потушено и художникът напуска ателието си.
Аниело Фалконе умира в родния си град Неапол през 1665 г.

## Картини на Аниело Фалконе

### В Италия
- „Почивка по време на бягството в Египет“,
Музей Диочесано, Неапол
- „Милостинята на Света Лучия“,
Музей Каподимонте,
 Неапол
- „Учителката“,
Музей Каподимонте,
 Неапол
- „Битка и рицар“,
Национален музей за средновековно и модерно изкуство на Базиликата,
 Матера
- „Якоб размишлява върху кървавата мантия на Йосиф“,
Национален музей за средновековно и модерно изкуство на Базиликата,
 Матера

### Световни музеи
- „Битка“,
Музей Прадо,
Мадрид, Испания
- „Битка между турци и християни“,
Музей Прадо,
Мадрид, Испания
- „Качването на артилерията на борда“
Музей Прадо,
Мадрид, Испания
- „Римски атлети“
Музей Прадо,
Мадрид, Испания
- „Римски войници“
Музей Прадо,
Мадрид, Испания
- „Концертът“
Музей Прадо,
Мадрид, Испания
- „Прогонването на търговците от храма“
Музей Прадо,
Мадрид, Испания
- „Самсон“
Галерия на изкуството
Мюнхен, Германия
- „Битка“
Национален музей
Стокхолм, Швеция

### Частни колекции
- „Битка“
Частна колекция
- „Кавалерийска битка между турци и християни“
Частна колекция